# Gaetano Di Leo
Gaetano Di Leo (Calamonaci, 27 aprile 1905 – Ribera, 25 luglio 1997) è stato un politico e avvocato italiano.

## Biografia
Al II Congresso Nazionale della Democrazia Cristiana, svoltosi a Napoli dal 15 al 19 novembre 1947, viene eletto Consigliere nazionale come rappresentante regionale per la Sicilia.
Diviene Deputato della Dc dalla I alla VI Legislatura (1948-1976).
Sindaco del Comune di Ribera dal 3 dicembre 1960 al 14 febbraio 1964.
Verso la fine degli anni settanta si ritira dalla politica attiva e si dedica alla propria azienda agricola ed alla famiglia.